# Leony/Diskografie
Diese Diskografie ist eine Übersicht über die musikalischen Werke der deutschen Popsängerin Leony. Den Schallplattenauszeichnungen zufolge hat sie bisher mehr als 4,3 Millionen Tonträger verkauft. Ihre erfolgreichste Veröffentlichung ist die Single Lost My Love mit über 955.000 verkauften Einheiten.

## Alben

### Studioalben
| Jahr | Titel Musiklabel                           | Höchstplatzierung, Gesamtwochen, AuszeichnungChartplatzierungen (Jahr, Titel, Musiklabel, Platzierungen, Wochen, Auszeichnungen, Anmerkungen) | Höchstplatzierung, Gesamtwochen, AuszeichnungChartplatzierungen (Jahr, Titel, Musiklabel, Platzierungen, Wochen, Auszeichnungen, Anmerkungen) | Höchstplatzierung, Gesamtwochen, AuszeichnungChartplatzierungen (Jahr, Titel, Musiklabel, Platzierungen, Wochen, Auszeichnungen, Anmerkungen) | Anmerkungen                                            |
| Jahr | Titel Musiklabel                           | DE | AT | CH | Anmerkungen                                            |
| ---- | ------------------------------------------ | --- | --- | --- | ------------------------------------------------------ |
| 2023 | Somewhere in Between Kontor Records (Edel) | DE20 (2 Wo.)DE | AT28 (1 Wo.)AT | — | Erstveröffentlichung: 24. März 2023 Verkäufe: + 15.000 |
| 2025 | Oldschool Love Kontor Records (Edel)       | DE12 (2 Wo.)DE | AT24 (1 Wo.)AT | — | Erstveröffentlichung: 28. Februar 2025                 |

## Singles

### Als Leadmusikerin
| Jahr | Titel Album                                                                   | Höchstplatzierung, Gesamtwochen, AuszeichnungChartplatzierungen (Jahr, Titel, Album, Platzierungen, Wochen, Auszeichnungen, Anmerkungen) | Höchstplatzierung, Gesamtwochen, AuszeichnungChartplatzierungen (Jahr, Titel, Album, Platzierungen, Wochen, Auszeichnungen, Anmerkungen) | Höchstplatzierung, Gesamtwochen, AuszeichnungChartplatzierungen (Jahr, Titel, Album, Platzierungen, Wochen, Auszeichnungen, Anmerkungen) | Anmerkungen                                                                                     |
| Jahr | Titel Album                                                                   | DE | AT | CH | Anmerkungen                                                                                     |
| --- | ----------------------------------------------------------------------------- | --- | --- | --- | ----------------------------------------------------------------------------------------------- |
| 2017 | Surrender –                                                                   | — | — | — | Erstveröffentlichung: 6. Oktober 2017                                                           |
| 2018 | Boots –                                                                       | — | — | — | Erstveröffentlichung: 3. August 2018                                                            |
| 2019 | More Than Friends –                                                           | — | — | — | Erstveröffentlichung: 12. Juli 2019                                                             |
| 2020 | Paradise –                                                                    | DE4 Platin · (37 Wo.)DE | AT2 (57 Wo.)AT | CH98 (1 Wo.)CH | Erstveröffentlichung: 21. August 2020 Verkäufe: + 400.000; mit Joker Bra & Vize                 |
| 2021 | Faded Love Somewhere in Between                                               | DE17 Gold · (31 Wo.)DE | AT11 (23 Wo.)AT | CH24 (21 Wo.)CH | Erstveröffentlichung: 15. Januar 2021 Verkäufe: + 200.000                                       |
| 2021 | Working Title Somewhere in Between                                            | — | — | — | Erstveröffentlichung: 21. Mai 2021 feat. Alott                                                  |
| 2021 | No More Second Chances –                                                      | — | — | — | Erstveröffentlichung: 28. Mai 2021 Original: Ludwig van Beethoven – Für Elise                   |
| 2021 | Raindrops Somewhere in Between • Pussy Power                                  | DE1 (3 Wo.)DE | AT33 (2 Wo.)AT | — | Erstveröffentlichung: 5. November 2021 mit Katja Krasavice                                      |
| 2022 | Remedy Somewhere in Between                                                   | DE5 Platin · (57 Wo.)DE | AT9 (33 Wo.)AT | CH17 (34 Wo.)CH | Erstveröffentlichung: 14. Januar 2022 Verkäufe: + 400.000                                       |
| 2022 | Crazy Love Somewhere in Between                                               | DE— aDE | — | — | Erstveröffentlichung: 24. Juni 2022 feat. Toby Romeo                                            |
| 2022 | Love on the Line Somewhere in Between                                         | — | — | — | Erstveröffentlichung: 18. November 2022 feat. Masked Wolf & Vize                                |
| 2023 | Somewhere in Between                                                          | DE54 (9 Wo.)DE | — | — | Erstveröffentlichung: 6. Januar 2023                                                            |
| 2023 | Holding On Somewhere in Between                                               | DE— bDE | — | — | Erstveröffentlichung: 16. Juni 2023 (Remix)                                                     |
| 2023 | Monsoon –                                                                     | DE— cDE | — | — | Erstveröffentlichung: 21. Juli 2023 mit Niklas Dee & Vize feat. Tokio Hotel                     |
| 2023 | Ghost Town (Remix) –                                                          | DE— dDE | — | — | Erstveröffentlichung: 25. August 2023 mit Vize & Yung Yury                                      |
| 2023 | I Can Feel Oldschool Love                                                     | DE77 (4 Wo.)DE | — | — | Erstveröffentlichung: 29. September 2023 Verkäufe: + 100.000; feat. Niklas Dee & Vize           |
| 2024 | Waking Up –                                                                   | DE96 (1 Wo.)DE | — | — | Erstveröffentlichung: 12. Januar 2024 mit Felix Jaehn                                           |
| 2024 | Simple Life Oldschool Love                                                    | DE84 (2 Wo.)DE | — | — | Erstveröffentlichung: 1. März 2024                                                              |
| 2024 | Fire Oldschool Love • Artificial Paradise (Deluxe Edition)                    | DE29 (15 Wo.)DE | AT49 (4 Wo.)AT | CH68 (5 Wo.)CH | Erstveröffentlichung: 10. Mai 2024 Verkäufe: + 20.000; mit Meduza & OneRepublic                 |
| 2024 | City Lights –                                                                 | — | — | — | Erstveröffentlichung: 21. Juni 2024 mit Armin van Buuren & Vize                                 |
| 2024 | Summer of Love –                                                              | — | — | — | Erstveröffentlichung: 19. Juli 2024 mit James Carten & Sam Fischer                              |
| 2024 | Rock n Roll Oldschool Love                                                    | DE55 (3 Wo.)DE | — | — | Erstveröffentlichung: 25. Oktober 2024 feat. G-Eazy                                             |
| 2025 | By Your Side (In My Mind) Oldschool Love                                      | DE66 (6 Wo.)DE | — | — | Erstveröffentlichung: 10. Januar 2025 Original: Feenixpawl & I. Gough feat. G. Kay – In My Mind |
| 2025 | Tell Me Where U Go –                                                          | — | — | — | Erstveröffentlichung: 25. April 2025 mit Clean Bandit & Tiësto                                  |
| Folgende Lieder erschienen nicht als Single, wurden aber durch das Album zum Download und Streaming bereitgestellt und konnten somit eine Platzierung erlangen: |                                                                               | | | |                                                                                                 |
| |                                                                               | | | |                                                                                                 |
| 2021 | Merry Christmas Everyone Home Alone (On the Night Before Christmas) (Sampler) | DE71 (5 Wo.)DE | — | — | Charteinstieg: 1. Januar 2021 mit Vize; Original: Shakin’ Stevens                               |

### Als Gastmusikerin
| Jahr | Titel Album                                     | Höchstplatzierung, Gesamtwochen, AuszeichnungChartplatzierungen (Jahr, Titel, Album, Platzierungen, Wochen, Auszeichnungen, Anmerkungen) | Höchstplatzierung, Gesamtwochen, AuszeichnungChartplatzierungen (Jahr, Titel, Album, Platzierungen, Wochen, Auszeichnungen, Anmerkungen) | Höchstplatzierung, Gesamtwochen, AuszeichnungChartplatzierungen (Jahr, Titel, Album, Platzierungen, Wochen, Auszeichnungen, Anmerkungen) | Anmerkungen |
| Jahr | Titel Album                                     | DE | AT | CH | Anmerkungen |
| --- | ----------------------------------------------- | --- | --- | --- | --- |
| 2019 | Only Go Higher –                                | — | — | — | Erstveröffentlichung: 13. September 2019 Jerome feat. Leony                                                                |
| 2020 | Thank You [Not So Bad] Breathe                  | DE71 Gold · (18 Wo.)DE | AT62 (7 Wo.)AT | — | Erstveröffentlichung: 7. Februar 2020 Verkäufe: + 365.000 Begleitgesang: Felix Jaehn feat. Vize; Original: Dido            |
| 2020 | Criminal –                                      | — | — | — | Erstveröffentlichung: 21. Februar 2020 Dayo feat. Leony                                                                    |
| 2020 | Far Away from Home Somewhere in Between         | DE— fDE | — | — | Erstveröffentlichung: 12. Juni 2020 Sam Feldt & Vize feat. Leony                                                           |
| 2020 | Brother Louie –                                 | DE64 (11 Wo.)DE | AT58 (6 Wo.)AT | — | Erstveröffentlichung: 10. Juli 2020 Verkäufe: + 50.000; Original: Modern Talking Vize, Imanbek & Dieter Bohlen feat. Leony |
| 2020 | Every Morning –                                 | — | — | — | Erstveröffentlichung: 31. Juli 2020 Noel Holler feat. Leony                                                                |
| 2020 | On n On –                                       | — | — | — | Erstveröffentlichung: 4. September 2020 Vinai feat. Leony                                                                  |
| 2020 | Dolly Song (Devil’s Cup) –                      | — | — | — | Erstveröffentlichung: 11. September 2020 Vize feat. Leony                                                                  |
| 2020 | Show Me Love (Dimitri Vegas Edit) –             | — | — | — | Erstveröffentlichung: 2. Oktober 2020 Dino Warriors feat. Leony                                                            |
| 2020 | Friendships (Lost My Love) Somewhere in Between | DE20 ×3Dreifachgold · (36 Wo.)DE | AT23 ×2Doppelplatin · (28 Wo.)AT | — | Erstveröffentlichung: 13. November 2020 Verkäufe: + 955.000; Pascal Letoublon feat. Leony                                  |
| 2020 | Space Melody Walker Racing League               | — | — | — | Erstveröffentlichung: 11. Dezember 2020 Verkäufe: + 12.000 Alan Walker, Vize & Edward Artemyev feat. Leony                 |
| 2020 | Love Me –                                       | — | — | — | Erstveröffentlichung: 31. Dezember 2020 Rompasso feat. Leony                                                               |
| 2021 | Where Do You Think You Are Going –              | — | — | — | Erstveröffentlichung: 23. September 2021 Corsak feat. Yves V & Leony                                                       |
| 2022 | Stop the World Hiroquest: Genesis               | — | — | — | Erstveröffentlichung: 18. März 2022 Steve Aoki feat. Leony & Marnik                                                        |
| 2022 | Follow Für den Himmel durch die Hölle           | DE3 Gold · (31 Wo.)DE | AT8 (18 Wo.)AT | CH23 (8 Wo.)CH | Erstveröffentlichung: 7. Juli 2022 Verkäufe: + 200.000; Kontra K feat. Leony & Sido                                        |
| 2024 | Miracle –                                       | — | — | — | Erstveröffentlichung: 16. Februar 2024 Boris Brejcha feat. Leony                                                           |
| Folgende Lieder erschienen nicht als Single, wurden aber durch das Album zum Download und Streaming bereitgestellt und konnten somit eine Platzierung erlangen: |                                                 | | | | |
| |                                                 | | | | |
| 2021 | Easy Peasy Fliesentisch Romantik II             | DE70 Gold · (6 Wo.)DE | — | — | Charteinstieg: 26. Februar 2021 Verkäufe: + 200.000; Finch Asozial feat. Leony & Vize                                      |

## Musikvideos
| Jahr | Titel                            | Regie                                                               |
| ---- | -------------------------------- | ------------------------------------------------------------------- |
| 2017 | Surrender                        |                                                                     |
| 2018 | Boots                            |                                                                     |
| 2019 | More Than Friends                |                                                                     |
| 2019 | Only Go Higher                   |                                                                     |
| 2020 | Brother Louie                    |                                                                     |
| 2020 | Every Morning                    | Justin Müller                                                       |
| 2020 | Paradise                         | — (Version 1; mit Vize & Joker Bra) Dany Wild (Version 2; mit Vize) |
| 2020 | Dolly Song (Devil’s Cup)         | Ben Baumgarten                                                      |
| 2020 | Space Melody                     | Kristian Berg, Andreas Trøften                                      |
| 2021 | Faded Love                       | Ben Baumgarten                                                      |
| 2021 | No More Second Chances           | Ben Baumgarten                                                      |
| 2021 | Where Do You Think You Are Going | Lester Chow                                                         |
| 2021 | Raindrops                        | Jakub Rzucidlo, Tatjana Wenig                                       |
| 2022 | Remedy                           | Mikis Fontagnier                                                    |
| 2022 | Follow                           | Maximilian Diehn, Leon Schmidt                                      |
| 2023 | Somewhere In Between             | Josephin Müller, Niklas Junger                                      |
| 2023 | Holding On                       |                                                                     |
| 2024 | Miracle                          | Kevin Kaczynski                                                     |
| 2024 | Fire                             | Kevin Ferstl                                                        |
| 2025 | By Your Side (In My Mind)        | Denis We                                                            |
| 2025 | The Weekend                      | Charlie Rees                                                        |

## Autorenbeteiligungen
Leony als Autorin in den Singlecharts

| Jahr | Titel Interpretation                 | Höchstplatzierung, Gesamtwochen, AuszeichnungChartplatzierungen (Jahr, Titel, Interpretation, Platzierungen, Wochen, Auszeichnungen, Anmerkungen) | Höchstplatzierung, Gesamtwochen, AuszeichnungChartplatzierungen (Jahr, Titel, Interpretation, Platzierungen, Wochen, Auszeichnungen, Anmerkungen) | Höchstplatzierung, Gesamtwochen, AuszeichnungChartplatzierungen (Jahr, Titel, Interpretation, Platzierungen, Wochen, Auszeichnungen, Anmerkungen) | Anmerkungen                                               |
| Jahr | Titel Interpretation                 | DE | AT | CH | Anmerkungen                                               |
| ---- | ------------------------------------ | --- | --- | --- | --------------------------------------------------------- |
| 2020 | Baby Joker Bra feat. Vize            | DE1 Platin · (19 Wo.)DE | AT1 Platin · (16 Wo.)AT | CH3 (8 Wo.)CH | Erstveröffentlichung: 31. Januar 2020 Verkäufe: + 430.000 |
| 2020 | Never Let Me Down Vize & Tom Gregory | DE8 ×3Dreifachgold · (52 Wo.)DE | AT4 (46 Wo.)AT | CH12 (37 Wo.)CH | Erstveröffentlichung: 24. April 2020 Verkäufe: + 790.000  |
| 2021 | White Lies Vize & Tokio Hotel        | DE13 Gold · (24 Wo.)DE | AT17 Gold · (23 Wo.)AT | CH28 (21 Wo.)CH | Erstveröffentlichung: 15. Januar 2021 Verkäufe: + 215.000 |
| 2021 | Dynamite Ilira & Vize                | DE72 (10 Wo.)DE | AT71 (1 Wo.)AT | — | Erstveröffentlichung: 23. April 2021                      |
| 2023 | Deep End Monika Gajek                | DE36 (1 Wo.)DE | AT25 (1 Wo.)AT | CH51 (1 Wo.)CH | Erstveröffentlichung: 13. April 2023                      |
| 2023 | Don’t Let Me Go Sem Eisinger         | DE57 (1 Wo.)DE | AT47 (1 Wo.)AT | CH35 (1 Wo.)CH | Erstveröffentlichung: 13. April 2023                      |

## Sonderveröffentlichungen
| Jahr | Titel Album                                | Anmerkungen |
| ---- | ------------------------------------------ | --- |
| 2020 | Read All About It, Pt. III –               | Erstveröffentlichung: 13. März 2020 (Single) Interpretation: Stefan Biniak; Original: Emeli Sandé                                                                            |
| 2020 | Best Time of My Life –                     | Erstveröffentlichung: 20. März 2020 (Single) Interpretation: Venga Deejays                                                                                                   |
| 2020 | Baby Anders                                | Erstveröffentlichung: 17. April 2020 Interpretation: Joker Bra feat. Vize |
| 2020 | Easy Nico Santos                           | Erstveröffentlichung: 8. Mai 2020 Interpretation: Nico Santos |
| 2020 | Paul Is Dead Mad World • God Save the Rave | Erstveröffentlichung: 4. Dezember 2020 (Timmy Trumpet – Mad World) Erstveröffentlichung:16. April 2021 (Scooter – God Save the Rave) Interpretation: Scooter & Timmy Trumpet |
| 2021 | Groundhog Day God Save the Rave            | Erstveröffentlichung: 16. April 2021 Interpretation: Scooter |
| 2021 | Thank You [Not So Bad] Breathe             | Erstveröffentlichung: 1. Oktober 2021 Interpretation: Felix Jaehn & Vize; Original: Dido                                                                                     |

| Jahr | Titel Album                               | Anmerkungen |
| ---- | ----------------------------------------- | --- |
| 2021 | Hypnotic Tango Classical 80s Dance        | Erstveröffentlichung: 3. September 2021 Alex Christensen & The Berlin Orchestra feat. Leony; Original: My Mine |
| 2021 | Easy Peasy Fliesentisch Romantik II       | Erstveröffentlichung: 19. Februar 2021 Finch Asozial feat. Leony & Vize                                        |
| 2021 | Space Melody Walker Racing League         | Erstveröffentlichung: 10. September 2021 Alan Walker, Vize & Edward Artemyev feat. Leony                       |
| 2022 | Raindrops Pussy Power                     | Erstveröffentlichung: 11. Februar 2022 Katja Krasavice feat. Leony                                             |
| 2022 | Follow Für den Himmel durch die Hölle     | Erstveröffentlichung: 25. August 2022 Kontra K feat. Leony & Sido                                              |
| 2022 | Stop the World Hiroquest: Genesis         | Erstveröffentlichung: 16. September 2022 Steve Aoki feat. Leony & Marnik                                       |
| 2024 | Fire Artificial Paradise (Deluxe Edition) | Erstveröffentlichung: 12. Juli 2024 mit Meduza & OneRepublic                                                   |

| Jahr | Titel Album                                                                    | Anmerkungen |
| ---- | ------------------------------------------------------------------------------ | --- |
| 2014 | A Thousand Years Rising Star – Standing Ovations (Die Highlights aus der Show) | Erstveröffentlichung: 19. September 2014 mit Maximillian Böhle & Julian Vogl als Unknown Passenger; Original: Christina Perri |
| 2020 | Merry Christmas Everyone Home Alone (On the Night Before Christmas)            | Erstveröffentlichung: 27. November 2020 mit Vize; Original: Shakin’ Stevens                                                   |

## Statistik

### Chartauswertung
Die folgende Tabelle bietet eine Übersicht über die Charterfolge von Leony in den Singlecharts. Es ist zu beachten, dass nur Interpretationen und keine Autorenbeteiligungen berücksichtigt werden.
|                     | DE    | AT    | CH    |
| ------------------- | ----- | ----- | ----- |
| Nummer-eins-Alben   | DE—DE | AT—AT | CH—CH |
| Top-10-Alben        | DE—DE | AT—AT | CH—CH |
| Alben in den Charts | DE2DE | AT2AT | CH—CH |

|                       | DE     | AT    | CH    |
| --------------------- | ------ | ----- | ----- |
| Nummer-eins-Singles   | DE1DE  | AT—AT | CH—CH |
| Top-10-Singles        | DE4DE  | AT3AT | CH—CH |
| Singles in den Charts | DE17DE | AT9AT | CH5CH |

### Auszeichnungen für Musikverkäufe
| Goldene Schallplatte - Australien - 2023: für die Single Thank You [Not So Bad] - Brasilien - 2024: für die Single Friendships (Lost My Love) - 2024: für die Single Thank You [Not So Bad] - 2025: für die Single Fire - Dänemark - 2022: für die Single Thank You [Not So Bad] - Frankreich - 2024: für die Single I Can Feel - Italien - 2023: für die Single Friendships (Lost My Love) - Kanada - 2021: für die Autorenbeteiligung Never Let Me Down - 2023: für die Single Thank You [Not So Bad] - Niederlande - 2025: für das Album Somewhere in Between - Polen - 2021: für die Single Space Melody - 2022: für die Single Friendships (Lost My Love) - 2024: für die Single Thank You [Not So Bad] - Ungarn - 2024: für die Single Space Melody | Platin-Schallplatte - Frankreich - 2022: für die Single Friendships (Lost My Love) - Polen - 2021: für die Single Brother Louie 3× Platin-Schallplatte - Polen - 2021: für die Autorenbeteiligung Never Let Me Down |

Anmerkung: Auszeichnungen in Ländern aus den Charttabellen bzw. Chartboxen sind in ebendiesen zu finden.
| Land/RegionAuszeichnungen für Musikverkäufe (Land/Region, Auszeichnungen, Verkäufe, Quellen) | Gold       | Platin       | Verkäufe  | Quellen             |
| -------------------------------------------------------------------------------------------- | ---------- | ------------ | --------- | ------------------- |
| Australien (ARIA)                                                                            | Gold1      | —            | 35.000    | aria.com.au         |
| Brasilien (PMB)                                                                              | 3× Gold3   | —            | 60.000    | pro-musicabr.org.br |
| Dänemark (IFPI)                                                                              | Gold1      | —            | 45.000    | ifpi.dk             |
| Deutschland (BVMI)                                                                           | 7× Gold7   | 5× Platin5   | 3.400.000 | musikindustrie.de   |
| Frankreich (SNEP)                                                                            | Gold1      | Platin1      | 300.000   | snepmusique.com     |
| Italien (FIMI)                                                                               | Gold1      | —            | 50.000    | fimi.it             |
| Kanada (MC)                                                                                  | 2× Gold2   | —            | 80.000    | musiccanada.com     |
| Niederlande (NVPI)                                                                           | Gold1      | —            | 15.000    | nvpi.nl             |
| Österreich (IFPI)                                                                            | Gold1      | 3× Platin3   | 105.000   | ifpi.at AT2         |
| Polen (ZPAV)                                                                                 | 3× Gold3   | 4× Platin4   | 260.000   | olis.pl             |
| Ungarn (MAHASZ)                                                                              | Gold1      | —            | 2.000     | slagerlistak.hu     |
| Insgesamt                                                                                    | 22× Gold22 | 13× Platin13 |           |                     |